# Karwów (województwo lubelskie)
Karwów – wieś w Polsce, położona w województwie lubelskim, w powiecie łukowskim, w gminie Trzebieszów.
| SIMC    | Nazwa      | Rodzaj  |
| ------- | ---------- | ------- |
| 0692937 | Sierakówka | kolonia |

Pod względem położenia fizycznogeograficznego wieś leży w północnej części Równiny Łukowskiej, nad prawym zboczem doliny Krzny Północnej.
W rejestrach poborowych od XVI wieku opisywany jako wieś szlachecka w ziemi łukowskiej województwa lubelskiego. W latach 1975–1998 miejscowość administracyjnie należała do województwa siedleckiego.
Wieś stanowi sołectwo w gminie Trzebieszów. Według Narodowego Spisu Powszechnego z roku 2011 wieś liczyła 424 mieszkańców.
Wierni Kościoła rzymskokatolickiego należą do parafii Trzebieszów, pw. Dziesięciu Tysięcy Rycerzy Męczenników.